# 绿标车
绿标车是指中华人民共和国大陆地区汽车尾气排放达到欧洲1号（汽油车）或3号（柴油车）标准的车辆，由环保部门发给绿色环保标志。黄标车和绿标车的设立是为了缓解市区交通拥堵和空气污染，促进老旧汽车的淘汰。“绿标”也有有效期，环保标志有效期期满后，车辆必须按规定进行排气检测，根据情况换發新标志。
2016年7月，环境保护部、公安部、国家认监委联合下发了《关于进一步规范排放检验加强机动车环境监督管理工作的通知》，明确环保部门不再核发机动车环保检验合格标志，更换为采用相关机构拍摄排放检验合格报告上传到机动车安全技术检验监管系统的方式。